# Grand Bahama
Grand Bahama Island (engelska: Great Bahama Island) är en ö i Bahamas.   Den ligger i distriktet City of Freeport District, i den nordvästra delen av landet, 200 km nordväst om huvudstaden Nassau. Arean är 1 373 kvadratkilometer. Ön är delad i tre distrikt East Grand Bahama, Freeport och West Grand Bahama.
Terrängen på Grand Bahama Island är mycket platt. Öns högsta punkt är 29 meter över havet. Den sträcker sig 34,4 kilometer i nord-sydlig riktning, och 111,0 kilometer i öst-västlig riktning.
Orter på ön är Lucaya, Freeport och West End.